# Aventurile tânărului Indiana Jones
Aventurile tânărului Indiana Jones (engleză: The Young Indiana Jones Chronicles) este un serial de televiziune american care a avut premiera la ABC la 4 martie 1992 și a fost transmis inițial până la 24 iulie 1993. Serialul prezintă copilăria și tinerețea personajului fictiv Indiana Jones. În rolurile principale joacă actorii Sean Patrick Flanery și Corey Carrier în rolul titular, iar George Hall interpretează versiunea mai în vârstă a lui Jones. Serialul este creat și produs de George Lucas, cel care a scris și produs și seria de filme Indiana Jones.